# Futsal Boys!!!!!
Futsal Boys!!!!! (フットサルボーイズ!!!!!?, Futtosaru Bōizu!!!!!) è un franchise multimediale giapponese ed è basato sul gioco chiamato futsal (in italiano, meglio noto con il nome di "calcio a 5"). Un adattamento anime, prodotto da Diomedèa, è andato in onda dal 9 gennaio al 27 marzo 2022. In seguito, è stato creato un videogioco sviluppato dalla Bandai Namco Entertainment che dovrà uscire successivamente.

## Trama
In un mondo da oltre un decennio dopo che il futsal è diventato molto popolare, Haru Yamato guarda il campionato della Coppa del mondo U-18 e si ispira a un giocatore giapponese di nome Tokinari Tennōji. In seguito, si unisce alla squadra di futsal della Koyo Academy High School con l'obiettivo di diventare un giocatore come Tennōji. Lì trova degli amici e insieme affrontano i loro rivali.

## Personaggi
Haru Yamato (大和 晴?, Yamato Haru)
Doppiato da: Ryōta Takara
Haru Yamato è il protagonista della serie. Gioca a futsal dopo aver visto la performance di Tokinari Tennouji Haru è un ragazzino con i capelli rossi corti e gli occhi rossi e può avere subito un buon rapporto con chiunque ma non ha un buon rapporto con Seiichiro Sakaki e litigano spesso, Haru chiede spesso a Seiichiro di passargli la palla, ma quest'ultimo lo ignora costantemente.
Seiichiro Sakaki (榊 星一郎?, Sakaki Seiichiro)
Doppiato da: Shūto Ishimori
Seiichiro è un ragazzo  con i capelli blu scuro e gli occhi azzurri. È una persona fredda e silenziosa, anche se su se stesso e sugli altri. Non si fida davvero dei suoi compagni di squadra, specialmente del nuovo arrivato Haru Yamato e pensa che sia meglio fare tutto da solo, ma ha iniziato a fidarsi lentamente dei suoi compagni di squadra.
Toi Tsukioka (月丘 柊依?, Tsukioka Toi)
Doppiato da: Kōhei Yoshiwara
Toi è un ragazzo con corti capelli verdi e occhi castani. È tornato da poco dalla Spagna, dove ha studiato per un anno. È il capitano del Koyo Futsal Club.Ha le capacità per essere selezionato nella squadra nazionale giapponese U-18, ma ha avuto alcuni problemi passati con il potere travolgente di Tokinari Tennouiji.
Tsubaki Yukinaga (幸永 椿貴?, Yukinaga Tsubaki)
Doppiato da: Ryōtarō Yamaguchi
Tsubaki è un ragazzo con capelli castani corti e occhi castani. È il vice capitano del Koyo Futsal Club e ha sostenuto la squadra di futsal fino al ritorno di Toi dalla Spagna.
Ryu Nagumo (南雲 竜?, Nagumo Ryū)
Doppiato da: Kazuki Furuta
Ryu è un ragazzo con capelli grigi di media lunghezza e occhi verdi. È un po' più basso rispetto ai suoi compagni di squadra. Non gli dispiace essere piccolo e portare sempre buon umore alla squadra. Nonostante le sue piccole dimensioni, è un giocatore aggressivo che aveva vinto il capocannoniere ai tornei delle scuole medie.
Taiga Amakado (天門 泰雅?, Amakado Taiga)
Doppiato da: Yasunao Sakai
Taiga è un ragazzo con corti capelli biondi e occhi azzurri. Aveva il potenziale per essere il miglior Goleiro alle medie, ma ha avuto una rissa durante le competizioni ed è stato lontano dal futsal.  Ryu è il suo amico d'infanzia e unico amico.
Louis Kashiragi (樫良木ルイ?, Kashiragi Louis)
Doppiato da: Hiromu Mineta
Louis è un ragazzo attraente con capelli biondi di media lunghezza e occhi azzurri. Capitano dell'Adalbert Futsal Club, è no dei giocatori della squadra nazionale giapponese  e crede che la sua forza rafforzi la squadra di futsal Adalbert, ma a causa della sua forza, di solito non fa molti sforzi.
Shin Yuki (結城心?, Yūki Shin)
Doppiato da: Yūya Arai
Shin è un ragazzo con capelli viola ondulati e occhi azzurri. Shin è il vice-capitano dell'Adalbert Futsal Club e amico d'infanzia di Louis. A differenza di Louis, che è prepotente mentre guida il club, come vice-capitano, è gentile con i suoi compagni di squadra e li segue.
Takumi Kuga (久我巧生?, Kuga Takumi)
Doppiato da: Satoru Murakami
Takumi è un ragazzo con capelli verdi corti che pendono sul lato destro, occhi verdi e porta gli occhiali. Takumi è abbastanza intelligente e spesso va in ricognizione nelle squadre nemiche e comprende facilmente le loro tattiche. Non si fida degli altri, ma ha una certa fiducia e interesse per Louis, che si fida anche delle sue informazioni e le usa per formare una tattica di squadra.
Kaito Kazanin (花山院快斗?, Kazanin Kaito)
Doppiato da: Junpei Baba
Kaito è un giovane con capelli rosa di media lunghezza e occhi rosa. Ha un comportamento innocente e viziato, ma ha anche un lato educato e può facilmente avere un buon rapporto con chiunque, giovane o vecchio, maschio o femmina. È un amico d'infanzia di Sei Kyogoku e stanno spesso insieme.
Sei Kyogoku (京極聖?, Kyogoku Sei)
Doppiato da: Naoya Miyase
Sei è un ragazzo con i capelli azzurri corti e gli occhi azzurri. Sei è una persona che risparmia energia e considera problematica la comunicazione con le persone, ad eccezione di Kaito, il suo amico d'infanzia, con cui trascorre spesso del tempo.
Tomoe Futaba (二葉ともえ?, Futaba Tomoe)
Doppiato da: Tomoya Yamamoto
Tomoe è un ragazzo attraente con capelli corti da blu a rossi e occhi gialli. Il modo in cui Tomoe guarda le persone, è spesso frainteso come spaventoso, ma dentro, è un nerd puro. :Tomoe non ha molti amici, ma Shin Yuki, un suo amico, lo ha invitato a unirsi alla squadra di futsal per molto tempo, ma Tomoe si è interessato al futsal, dopo aver appreso che l'attore di un suo personaggio preferito televisivo ha recentemente iniziato a giocare a futsal.
Kyōsuke Aiba (相庭京介?, Aiba Kyōsuke)
Doppiato da: Kazuki Ura
Kyosuke è un ragazzo con capelli rosa e bianchi con occhi gialli. Gli piace vedere le persone intorno a lui divertirsi e spesso le prende in giro. Ha iniziato a giocare a futsal con il suo amico Nozomi Kōmori e ha corso per la posizione di portiere. Viene dalla regione del Kansai, ma si è trasferito per motivi familiari.
Rio Hanamura (花村理央?, Hanamura Rio)
Doppiato da: Keita Tada
Rio è un ragazzo con capelli e occhi neri. Gli piacciono le cose nuove e carine. A volte si preoccupa di Yukimaru Kurama, che tende a essere preso in giro.
Nozomi Kōmori (昂守希?, Kōmori Nozomi)
Doppiato da: Takao Sakuma
Nozomi è un ragazzo con capelli rossi e occhi grigi. È il capitano del Momomi Futsal Club. Nel tentativo di sembrare bello, le sue frasi sono spesso maleducate e i suoi compagni di squadra tendono a prenderlo in giro.
Natsuki Sogō (十河夏輝?, Sogō Natsuki)
Doppiato da: Mizuki Chiba
Natsuki è un ragazzo con capelli gialli e occhi verdi. È amichevole e molto popolare, ma ha anche un comportamento viziato. Ha iniziato a giocare a futsal su invito di Nozomi perché pensava che sarebbe stato divertente giocare con lui. Loro due infatti sono migliori amici.
Yukimaru Kurama (鞍馬雪丸?, Kurama Yukimaru)
Doppiato da: Minato Kamimura
Yukimaru è un ragazzo con capelli e occhi castani vuole prendere sul serio le attività del club, ma è spesso spinto dagli anziani che non si allenano affatto seriamente. Cerca di insegnare ai principianti come giocare a futsal, ma scappano sempre da lui perché non amano l'allenamento di base.
Ren Kiryu (桐生蓮?, Kiryu Ren)
Doppiato da: TAKA
Un ragazzo che appartiene al club Star Course ed è quindi un modello. Ha capelli bianchi e occhi rossi.
Shun Shirakawa (白河瞬?, Shirakawa Shun)
Doppiato da: Nobuaki Oka
Shun è un ragazzo con un carattere gentile e premuroso con tutti. Cerca di essere attento e ordinato. Kaito Kazanin e Sei Kyogoku sono suoi amici d'infanzia.
Togo Tachibana (橘藤吾?, Tachibana Togo)
Doppiato da: Shōichirō Ōmi
Togo è un uomo serio ma testardo ed è anche entusiasta delle attività del club di futsal. Fa parte del club Star Course. Ha i capelli viola e occhi gialli.
Ayato Imazono (今園彩人?, Imazono Ayato)
Doppiato da: Ayato Morinaga
Ayato è un giovane attore appartenente allo Star Course. In pubblico, sorride con un sorriso scintillante, ma, nella sua vita privata, è sciatto e demotivato. Ha capelli e occhi griggi.
Asa Minase (水無瀬亜佐?, Minase Asa)
Doppiato da: Takeru Kikuchi
Asa è una persona tranquilla e non è bravo a interagire con le persone e non ha fiducia in se stesso.
Soya Akiduki (秋月奏夜?, Akiduki Soya)
Doppiato da: Takuya Tsuda
Soya è un musicista. Cresciuto a Vienna, è venuto in Giappone a causa di un trasloco da parte della sua famiglia. Ha un forte interesse per la cultura giapponese. Appare raramente nelle attività del club. Ha capelli lunghi biondi e occhi griggi.
Ao Asahina (朝比奈碧?, Asahina Ao)
Doppiato da: Keito Okuyama
Ao è capitano dell'Okazan Futsal Club ed è uno dei migliori giocatori della nazione ed è particolarmente decisivo con un tiro pesante che è difficile immaginare dal suo corpo minuzioso. Ha capelli rosa e occhi fuchsia.
Tokinari Tennoji (天王寺刻成?, Tennoji Tokinari)
Doppiato da: Yoshitsugu Kawashima
Tokinari è un ragazzo con capelli neri mediamente lunghi, un occhio destro bruno-giallastro e un occhio sinistro azzurro. Vice-capitano dell'Okazan Futsal Club e membro della nazionale giapponese U-18, è di gran lunga il giocatore più talentuoso del gruppo. Ha perso i genitori quando era un bambino ed è stato salvato da un lontano parente, Ao Asahina. Ha un cuore freddo verso tutti tranne che verso Ao.
Ryutaro Sera (世良龍太朗?, Sera Ryutaro)
Doppiato da: Sōsuke Shimokawa
Ryutaro è un giovane con capelli castani e occhi gialli. È benvoluto dagli altri e bravo a prendersi cura delle persone.
Ryosuke Minase (水無瀬涼佑?, Minase Ryosuke)
Doppiato da: Takahide Ishii
Ryosuke è un ragazzo che sorride sempre e gestisce tutto in modo intelligente e la sua passione è ben nota al club. Ha incontrato Garcia Emilio in Spagna, dove ha trascorso la sua infanzia e dove ha iniziato a giocare a futsal. Ha capelli e occhi versi.
Emilio Garcia (ガルシア・エミリオ?, Garushia Emirio)
Doppiato da: Ryōsuke Kozuka
Un ragazzo di umore allegro e positivo dalla Spagna. Ha un carattere impavido e spesso non ha paura di dare a Tennouji Tokinari un buon rimprovero. È venuto in Giappone per giocare di nuovo a futsal con Ryosuke Minase, con il quale è stato vicino durante l'infanzia.
Saku Hasumi (蓮美朔?, Hasumi Saku)
Doppiato da: Tsubasa Kizu
Ha un carattere serio, ma è arrogante e innocente. Tende ad essere particolarmente sfacciato con Ryutaro, che lo infastidisce sempre. Ha una grande ammirazione per Tennoji. È uno studente del primo anno, ma Tennoji ha scoperto la sua capacità di assistente e lo ha selezionato come giocatore regolare. Si allena duramente con un desiderio risoluto di contribuire a Tennoji.

## Media

### Anime
L'anime è stato annunciato per la prima volta il 4 ottobre 2019. Nel febbraio 2021, è stato annunciato che la serie anime sarebbe stata presentata in anteprima nel 2021. Tuttavia, l'anime è stato posticipato al 2022. La serie è diretta da Yukina Hiiro, con sceneggiature di Shōji Yonemura, character design di Tomomi Ishikawa e musiche di R・O・N. È andato in onda dal 9 gennaio al 27 marzo 2022 su Tokyo MX, BS11 e MBS. Takao Sakuma ha eseguito la sigla di apertura "Bravemaker", mentre STEREO DIVE FOUNDATION ha eseguito la sigla finale "Pianissimo". In Italia, sono stati acquistati i diritti da Yamato Video, che distribuisce la serie in versione sottotitolata dal 17 gennaio al 27 marzo 2022 sulla piattaforma Amazon Prime Video. Venne poi pubblicata su YouTube dal 18 marzo al 27 maggio 2022.
| Nº | Titolo italiano Giapponese 「Kanji」 - Rōmaji                                                                       | In onda          | In onda |
| Nº | Titolo italiano Giapponese 「Kanji」 - Rōmaji                                                                       | Giapponese       |         |
| 1  | Il fischio d'inizio del sogno! 「夢, キックオフ!」 - Yume, Kick Off!                                                | 9 gennaio 2022   |         |
| 2  | Il playmaker Sakaki? 「司令塔・榊?」 - Shireitou Sakaki?                                                            | 16 gennaio 2022  |         |
| 3  | Il primo avversario è l'Adalbert! 「初戦! アーダルベルト」 - Shosen! Adalbert                                       | 23 gennaio 2022  |         |
| 4  | Taiga e Ryu 「泰雅と竜」 - Taiga to Ryuu                                                                            | 30 gennaio 2022  |         |
| 5  | Un passato indelebile 「消えない過去」 - Kienai Kako                                                                | 6 febbraio 2022  |         |
| 6  | Lo supererò! 「超える!」 - Koeru!                                                                                   | 13 febbraio 2022 |         |
| 7  | Le stelle splendenti! L'accademia Amanogawa! 「きらめく星々! 天ノ川学園!」 - Kirameku Hoshiboshi! Amanogawa Gakuen! | 20 febbraio 2022 |         |
| 8  | WE ARE FUN☆TASISTA 「We Are Funtasista」                                                                            | 27 febbraio 2022 |         |
| 9  | Gioco di squadra 「Team Play」                                                                                      | 6 marzo 2022     |         |
| 10 | Ciò che non voglio perdere 「失いたくないもの」 - Ushinaitakunai Mono                                               | 13 marzo 2022    |         |
| 11 | Ricordi indimenticabili 「消せない記憶」 - Kesenai Kioku                                                            | 20 marzo 2022    |         |
| 12 | Un gol irrinunciabile 「ゆずれない夢[ゴール]」 - Yuzurenai Goal                                                     | 27 marzo 2022    |         |

### Videogioco
Un videogioco per iOS e Android, sviluppato dalla Bandai Namco Entertainment e intitolato Futtosaru Bōizu!!!!! Haifai rīgu (フットサルボーイズ!!!!! ハイファイリーグ?), è stato annunciato insieme alla serie anime. Inizialmente doveva uscire nel 2021, ma è stato successivamente posticipato al fine di migliorare la qualità del gioco.